# Dante Ferretti
Pour les articles homonymes, voir Ferretti.
Dante Ferretti est un chef décorateur italien, né le 26 février 1943 à Macerata, également metteur en scène, de cinéma et de théâtre.

## Biographie
Dante Ferretti a collaboré à de nombreux films américains et français, dont Le Nom de la rose, et a travaillé notamment avec Pier Paolo Pasolini, Federico Fellini, Terry Gilliam, Franco Zeffirelli, Martin Scorsese, Anthony Minghella, Tim Burton, Brian De Palma...
Il a obtenu trois fois l'Oscar des meilleurs décors : en 2005 pour Aviator, en 2008 pour Sweeney Todd et en 2012 pour Hugo Cabret.
« Ferretti provient d'une tradition qui lui permet de fondre une grande imagination avec une attention inégalée pour les détails d'une époque. Ce sont justement ces détails qui servent à illustrer le thème du film », Martin Scorsese.
Il a présidé le jury de la 62e Mostra de Venise, et a conçu le parc à thème des studios Cinecittà : Cinecittà World,.

## Filmographie
- 1969 : Médée (Medea) de Pier Paolo Pasolini
- 1971 : Io non vedo, tu non parli, lui non sente
- 1971 : La Classe ouvrière va au paradis (La classe operaia va in paradiso) de Elio Petri
- 1972 : Les Contes de Canterbury (I racconti di Canterbury) de Pier Paolo Pasolini
- 1972 : Viol en première page (Sbatti il mostro in prima pagina) de Marco Bellocchio
- 1973 : Histoires scélérates (Storie scellerate)
- 1974 : Un vrai crime d'amour (Delitto d'amore), de Luigi Comencini
- 1974 : Les Mille et Une Nuits (Il fiore delle mille e una notte) de Pier Paolo Pasolini
- 1974 : Mon Dieu, comment suis-je tombée si bas ? (Mio Dio come sono caduta in basso!) de Luigi Comencini
- 1975 : Salo ou les 120 journées de Sodome (Salò o le 120 giornate di Sodoma) de Pier Paolo Pasolini
- 1976 : Todo modo d'Elio Petri
- 1977 : La presidentessa
- 1977 : Qui sera tué demain ? (Il mostro) de Luigi Zampa
- 1977 : La Cabine des amoureux (Casotto) de Sergio Citti
- 1977 : Qui a tué le chat? (Il gatto) de Luigi Comencini
- 1978 : Eutanasia di un amore
- 1978 : Rêve de singe (Ciao maschio) de Marco Ferreri
- 1978 : Prova d'orchestra de Federico Fellini
- 1980 : La Cité des femmes (La città delle donne) de Federico Fellini
- 1981 : Il minestrone
- 1981 : La Peau (La pelle) de Liliana Cavani
- 1981 : Conte de la folie ordinaire (Storie di ordinaria follia) de Marco Ferreri
- 1982 : La Nuit de Varennes d'Ettore Scola
- 1982 : Derrière la porte (Oltre la porta)
- 1983 : Et vogue le navire... (E la nave va) de Federico Fellini
- 1984 : Pianoforte de Francesca Comencini
- 1984 : Le Bon Roi Dagobert de Dino Risi
- 1984 : Le futur est femme (Il futuro è donna)
- 1986 : Ginger et Fred (Ginger e Fred) de Federico Fellini
- 1986 : Le Nom de la rose (Der Name der Rose) de Jean-Jacques Annaud
- 1988 : Le Secret du Sahara ("Il segreto del Sahara") (feuilleton TV)
- 1988 : Les Aventures du baron de Munchausen (The Adventures of Baron Munchausen) de Terry Gilliam
- 1989 : Lo zio indegno
- 1990 : La voce della luna de Federico Fellini
- 1990 : Dr. M
- 1990 : Hamlet de Franco Zeffirelli
- 1992 : La Traviata de Franco Zeffirelli (TV)
- 1993 : Le Temps de l'innocence (The Age of Innocence) de Martin Scorsese
- 1994 : Entretien avec un vampire (Interview with the Vampire: The Vampire Chronicles) de Neil Jordan
- 1995 : Casino de Martin Scorsese
- 1996 : Cavalleria rusticana (TV)
- 1997 : Kundun de Martin Scorsese
- 1998 : Manon Lescaut (TV)
- 1998 : Rencontre avec Joe Black (Meet Joe Black) de Martin Brest
- 1999 : À tombeau ouvert (Bringing Out the Dead) de Martin Scorsese
- 1999 : Titus de Julie Taymor
- 2001 : Un ballo in maschera (TV)
- 2002 : Il trovatore de Carmine Gallone (TV)
- 2002 : Gangs of New York de Martin Scorsese
- 2003 : Retour à Cold Mountain (Cold Mountain) de Anthony Minghella
- 2004 : Aviator (The Aviator) de Martin Scorsese
- 2005 : The Fine Art of Love: Mine Ha-Ha
- 2006 : Le Dahlia noir (The Black Dahlia) de Brian De Palma
- 2007 : Sweeney Todd : Le Diabolique Barbier de Fleet Street (Sweeney Todd: The Demon Barber of Fleet Street) de Tim Burton
- 2010 : Shutter Island de Martin Scorsese
- 2011 : Hugo Cabret (Hugo) de Martin Scorsese
- 2013 : Le Septième Fils (The Seventh Son) de Sergueï Bodrov
- 2015 : Cendrillon (Cinderella) de Kenneth Branagh
- 2016 : Silence de Martin Scorsese

## Distinctions
- 2005 : Oscar de la meilleure direction artistique pour Aviator (partagé avec Francesca Lo Schiavo pour les décors)
- 2008 : Oscar de la meilleure direction artistique pour Sweeney Todd (partagé avec Francesca Lo Schiavo pour les décors)
- 2012 : Oscar de la meilleure direction artistique pour Hugo Cabret (partagé avec Francesca Lo Schiavo pour les décors)